# Drets del col·lectiu LGBT a Guinea Equatorial
Aquest és un articles sobre els drets LGBT a Guinea Equatorial. Les persones lesbianes, gais, bisexuals i transsexuals a Guinea Equatorial poden fer front als reptes legals que no experimenten els residents no LGBT. L'activitat sexual amb persones del mateix sexe és legal a Guinea Equatorial tant per a homes com per a dones, però les parelles del mateix sexes i les famílies formades per persones del mateix sexe no disposen de les mateixes proteccions legals que les parelles heterosexuals.

## Lleis relacionades amb l'activitat sexual entre persones del mateix sexe
Les relacions sexuals entre persones del mateix sexe són legals a Guinea Equatorial.

## Reconeixement de les relacions homosexuals
Les parelles del mateix sexe no tenen reconeixement legal.

## Proteccions contra la discriminació
No hi ha protecció contra la discriminació per motius de d'orientació sexual o identitat de gènere.

## Condicions de vida
L'informe sobre els drets humans fet pel Departament d'Estat dels Estats Units el 2010 va trobar que "no hi ha lleis que penalitzin l'orientació sexual. No obstant això, l'estigmatització social i la discriminació tradicional contra els homes i dones homosexuals és fort, i el govern fa poc esforç per combatre-la".

## Taula resum
| Activitat sexual legal amb el mateix sexe                     | (Sempre legal) |
| Mateixa edat de consentiment                                  | (Des de 1931)  |
| Lleis antidiscriminació en el discurs de l'odi i la violència | No             |
| Lleis antidiscriminació a la feina                            | No             |
| Lleis antidiscriminació en la prestació de béns i serveis     | No             |
| Matrimoni del mateix sexe                                     | No             |
| Reconeixement de les parelles del mateix sexe                 | No             |
| Adopció de fillastres per parelles del mateix sexe            | No             |
| Adopció conjunta per parelles del mateix sexe                 | No             |
| Prestació de servei militar per gais i lesbianes              |                |
| Dret legal a canviar de gènere                                |                |
| Accés a la fecundació in vitro per lesbianes                  | No             |
| Subrogació comercial per a parelles d'homes homosexuals       | No             |
| Permís per donar sang als MSMs                                | No             |